# 莆田高新技术产业开发区
莆田高新技术产业开发区是位于福建省莆田市的一个开发区，2012年8月经中华人民共和国国务院批准升级为国家级高新技术产业开发区，面积为11.05平方公里。

## 历史
- 1999年6月：经福建省人民政府批准，成立华侨农场，增挂华侨经济开发区牌子。
- 2002年7月：经福建省人民政府批准，莆田高新技术产业开发区升级为省级高新技术产业开发区。
- 2012年8月：经国务院批准，莆田高新技术产业开发区升级为国家级高新技术产业开发区[2]。